# 胡伯邁爾

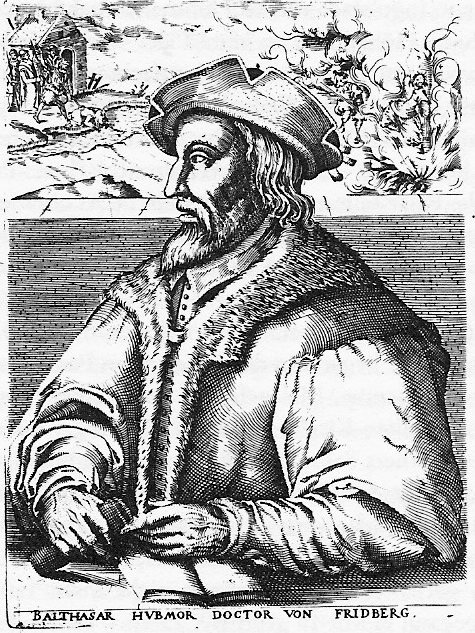
胡伯邁爾

胡伯邁爾（德語：Balthasar Hubmaier，1485年—1528年3月10日），於1485年出生於德國奧古斯堡旁的弗里德貝格，1528年3月10日死於維也納。是宗教改革時期重洗派的領導人物。

## 生平
小時候在教會學校受教，後前往弗萊堡唸書，完成大學基礎學科後，跟著天主教神學家約翰·埃克研讀神學。1510年又跟著老師前往因哥爾斯塔特。1512年晉升為神學博士，在因哥爾斯塔特當大學教授，1516年前往雷根斯堡擔任教堂神父。

## 重洗派興起
胡伯邁爾於1521年前往瓦勒斯胡特擔任神父。1520年開始，胡伯邁爾陸陸續續讀了保羅、伊拉斯谟、路德的著述，接受福音派思想後，1522年成為新教徒，而後在自己的城市進行教會改革。而在1523年五月時，他認為嬰兒受洗很有問題，曾提出與慈運理討論，他批評，嬰兒施洗缺少聖經依據。到了1524年，康拉德·格列伯和费利克斯·曼兹也發表相同的言論（但胡伯邁爾與兩位的相遇並為理念付諸行動，是到1525年初才發生）。1525年1月17日，他們與慈運理公開辯論，但隔日政府當局便下令，要求所有兒童領受洗禮，並命令格列伯、滿茲停止辯論，又將地方神甫威廉·盧布林驅逐出境。同年1月21日，乔治·布劳罗克請格列伯為他施洗，之後，布老若克又為其他人施洗。接下來的一個禮拜，這個否定嬰兒洗禮的團體，在區利赫附近的所里肯（Zollikon）村開奮興會，也有在私人住宅中辦祈禱會。有重生經驗的人被行灑水裡，創設了成人信徒洗禮，又舉行聖餐儀式來紀念在基督團契中的交通。而被驅逐出境的盧布里，在復活節過後在瓦勒斯胡特為胡伯邁爾施洗。
因為理念不同，這派人不得不另立教會，反對他們的人稱他們為「重洗派」。格列伯和滿茲死後，胡伯邁爾在瓦勒斯胡特組成重洗派社團，用文字宣傳他的主張，效果很好。他的見解是：聖經乃教會唯一的律法，按照聖經所講，基督教進展之正當程序為「講道、聽道、信道、受洗、行善」，而行善就是以聖經為法律的生活。不久後，瓦勒斯胡特被牽入農民叛變的擾亂中，當地教會運動也隨這種農民叛變的影響崩潰而消滅，胡伯邁爾因此逃亡，瓦勒斯胡特又成為羅馬天主教會。胡伯邁爾在區利赫受過監禁酷刑，後來逃到莫拉維，在那裡宣傳繼續宣講重洗派理念，非常有成效。

## 胡伯邁爾影響所及
重洗派的德國中心地最初是奧古斯堡，就是胡伯邁爾的家鄉。他於1626年5月為鄧克（Hans Denck）施浸，不久鄧克又為胡特（Hans Hut）施浸，胡特因而組織了教會，發展迅速，連貴族家庭人士都被吸引入會。1626年胡伯邁爾在尼哥爾堡創立重洗派教會，在他的領導下發展迅速。胡伯邁爾是重洗派中著述最多者（有一年寫了十八篇的論文，都是討論成人浸禮），所以胡伯邁爾是主要的領袖。

## 死亡
1527年7月他被交給奧地利當局，於1528年3月10日在維也納被燒死，他的夫人在多瑙河被淹死。